# 爱丁堡军操表演

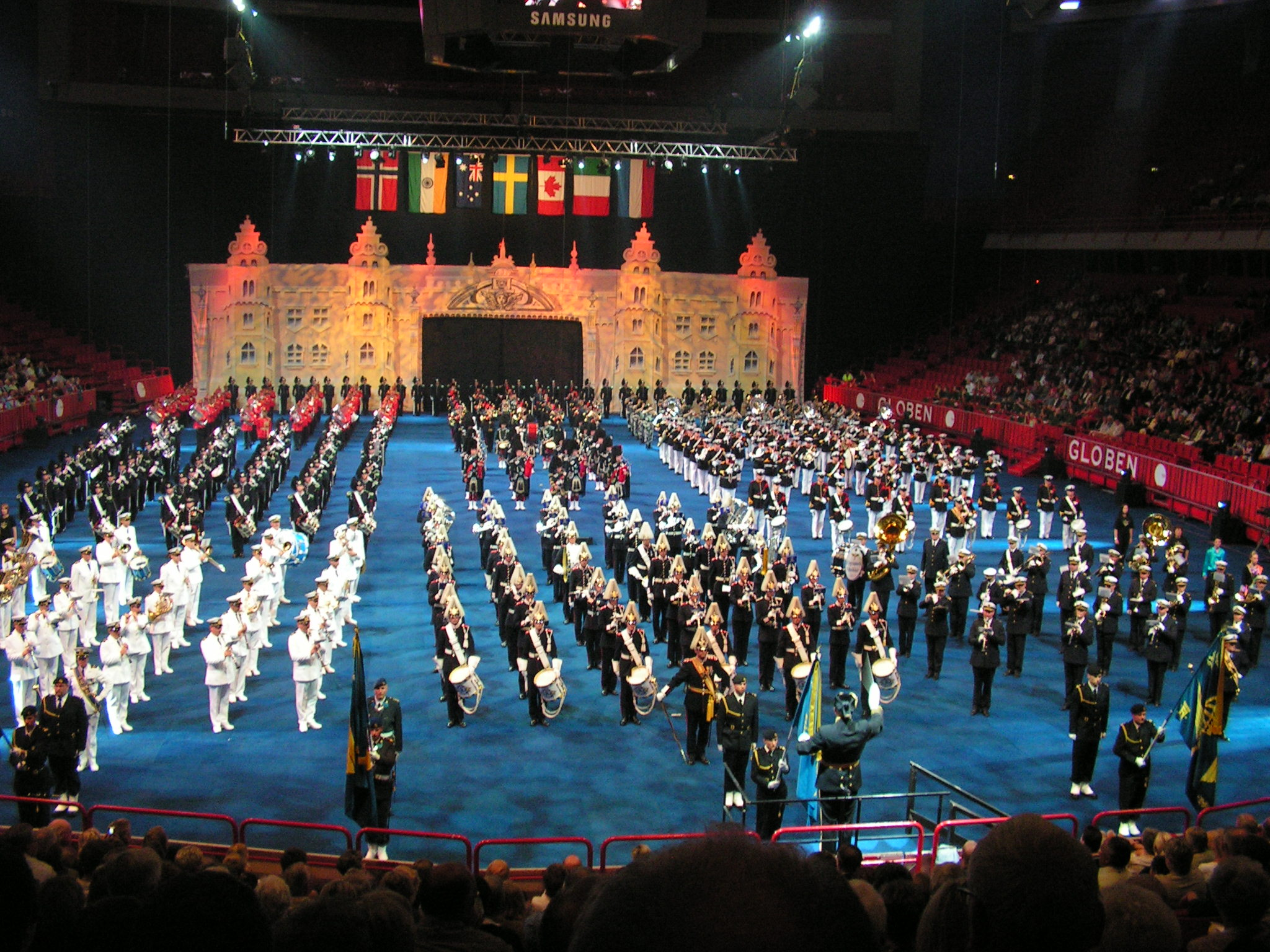
2006年爱丁堡军操表演

爱丁堡军操表演（英語：Edinburgh Military Tattoo），又稱愛丁堡軍樂節，是英国苏格兰首府爱丁堡每年夏天在爱丁堡城堡前举办的军操和文化表演。爱丁堡军操表演开始于1950年，当时表演里共有8个项目。

## 历史
词语“军操”（"tattoo"）起源于十七世纪英军占领低地国家。每晚在兵营中的鼓手敲鼓让所有在城镇中的士兵归队。这一行为也被公认为“Doe den tap toe”（荷兰语：关掉龙头）或者简称“tap toe”用来让酒吧老板“关掉酒桶龙头”，停止供应啤酒并让士兵归队过夜。
第一次官方军操表演开始于1950年，表演有8个项目。

## 今天
现在，每年平均有217,000观众前往爱丁堡城堡观看军操表演，票每年都卖空。30%的观众从苏格兰来，35%从英国其它地方来。这项表演在英国是如此的有名，以至于对很多人（尤其是老人）来说“爱丁堡表演”成了“爱丁堡盛大节日”的代名词。余下的35%观众由70,000海外观众组成。全世界另有10亿观众通过电视观看这项演出。在澳大利亚，军乐节传统上由ABC在元旦晚转播，有所例外的是2006年军乐节在元旦两天前的12月30日播出。
军乐节的目的是为了慈善组织募捐，这些年已经组织并捐献超过500万英镑给军事和平民慈善组织。然而，最主要的贡献在于，它给爱丁堡当地经济每年注入额外的8200万英镑。
爱丁堡军乐节官方杂志称为《敬礼》（Salute），并免费发放给资助者、军乐节的朋友以及走穴的演出者。
英國皇室的安妮長公主現任此活動的主席。

## 表演者
国际军团甚至非洲部落都曾在军乐节表演过，除了英國的部隊外，第一个在军乐节表演的外籍军团是1952年時的荷兰皇家掷弹兵（荷蘭語：Garderegiment Grenadiers en Jagers）樂隊。到目前为止已经有超过30个国家在军乐节有所演出。
最高潮是笛鼓合奏，由英国陆军军团和世界各地与苏格兰有联系的军团合力演出。每晚还会有一次鳴金收兵（Beating Retreat），军号会吹《最後崗位》（Last Post），或者召唤皇家海军陆战队的《日落》，并以聚光灯打在城堡墙上的一个风笛手作为结尾。
2005年军乐节聚集了近年最大规模的風笛和军鼓，包括所有6个苏格兰军团的風笛和军鼓。这次是在合并为单独的皇家苏格兰军团前最后一次所有六个军团在军乐节出现：
- 皇家苏格兰军团（Royal Scots）
- 皇家高地燧发枪手团（Royal Highland Fusiliers）
- 皇家直屬蘇格蘭邊境團（King's Own Scottish Borderers）
- 黑衛士兵團（Black Watch）
- 苏格兰高地军团（The Highlanders）
- 阿盖尔和萨瑟兰高地军团（Argyll and Sutherland Highlanders）

另外，还有从苏格兰禁卫军、爱尔兰禁卫军、皇家廓尔喀步枪团、南非爱尔兰军团、苏格兰训练团、托布鲁克之鼠以及威灵顿市来的管风琴乐队。
2004年爱丁堡军乐节首次邀请中国人民解放军军乐团参加表演。2007年爱丁堡军乐节也邀请了台灣台北市立第一女子高級中學的樂儀旗隊進行演出，該節目成為當年度最受歡迎的節目。

## 演出人
爱丁堡军乐节的演出人还包括：
- 陆军少校George Malcolm of Poltalloch – 于1947年在城堡空地制作了“国王的子民”的盛会，并在1950年导演了第一场爱丁堡军乐节。
- 陆军准将Alistair MacLean of Pennycross – 1950年导演，1953年开始接手导演爱丁堡军乐节。
- 陆军准将Jack Sanderson – 前苏格兰卫兵军官，于1968年接手。
- 陆军少校Lesley Dow – 前苏格兰卡梅隆步枪团军官，1976年接手。
- 少校Michael Parker – 皇家锦标赛的制作人（1974-99），1995年柏林军乐节以及VE & VJ纪念节，从1992——1994年起担任制作人。
- 陆军准将Melville Jameson – 皇家苏格兰龙骑兵，前苏格兰高地旅指挥官。从1994年——2006年担任制作人。
- 少将Euan Loudon - 军官指挥、第二师和爱丁堡城堡地方长官。在2007年接手制作人一职。

来源: Roddy Martine – 爱丁堡军乐节2001